# Gustav Neumann (Geograph)
Gustav Neumann (* 15. März 1832 in Rathenow; † 7. Juli 1885 in Eberswalde) war ein deutscher Geograph und Schulmann.

## Leben
Neumann wurde als Sohn eines Lehrers geboren und besuchte von 1849 bis 1852 das Lehrerseminar in Marienburg. Anschließend bekleidete er vorübergehend Lehrerstellen in Riesenburg, Tauroggen, Strasburg in Westpreußen, Berlin und Anklam. Seit 1857 wirkte er als Lehrer in Neustadt-Eberswalde. Außer einigen kleineren Abhandlungen über Heimatkunde verfasste er Nachschlagewerke über die Geographie Deutschlands und ein Schulbuch über Geographie.

## Werke
- Geographie des Preußischen Staates (1866–1869)
- Das Deutsche Reich in geographischer, statistischer und topographischer Beziehung. Zwei Bände. Berlin 1874
  - Band 1 (2. Auflage der Geographie des Preußischen Staates), G. F. O. Müller, Berlin 1874 (Google Books).
  - Band 2, G. F. O. Müller, Berlin 1874 (Google Books)
- Schul-Geographie. G. W. F. Müller, Berlin 1881.
- Geographisches Lexikon des Deutschen Reiches: mit Ravensteins Spezialatlas von Deutschland, vielen Stadtplänen, statistischen Karten, Tabellen und mehreren hundert Abbildungen deutscher Staaten- und Städtewappen. Bibliographisches Institut, Leipzig 1883 (1413 Seiten).
  - Band 1: A – Kzienzowiesch (Google Books).
  - Band 2: Laaber – Zywodczütz (Google Books).